# Soy tu fan
Soy tu fan es un unitario argentino emitido en 2006 por Canal 9. Fue ideado, producido y protagonizado por Dolores Fonzi.

## Sinopsis
Nicolás (Gastón Pauls) conoce a Charly (Dolores Fonzi), que en principio lo rechaza. Pero él va muy lejos con su apuesta. Cree en perseverar para triunfar, insiste en robarle un momento. Sólo quiere conocerla y quererla. Sólo le pide que se deje querer.

## Elenco
- Dolores Fonzi - Charly (Carla)
- Gastón Pauls - Nicolás
- Julieta Cardinali - Rocío
- Tomás Fonzi - Diego
- Leonora Balcarce - Popis
- Nicolás Pauls - Gastón
- Valeria Gastaldi - Maru
- Violeta Urtizberea - Agustina
- Gabriela Bo - Valeria
- Alicia Zanca - Mirta
- Fernando Carrillo - Willy
- Coraje Ábalos - Roco
- Iván González - Gallego
- Alejo Ortiz
- Silvia Pérez - Claudia
- Mex Urtizberea

Participaciones especiales 
- Leticia Bredice
- Emmanuel Horvilleur - Alfonso
- Elizabeth Vernaci - Cora Kleiman
- Miralva Santiago Santos - Marcia

## Adaptación
- Soy tu fan, es la adaptación mexicana producida por Canana Films, FOX y Once TV México.

- Datos: Q5785487